# Calmella cavolini
Espèce
Synonymes
- Aeolis digitata Costa A., 1866[1]
- Calmella cavolini[2]
- Eolidia cavolini Vérany, 1846[1]
- Flabellina cavolini (Vérany, 1846)[1]
- Flabellina cavolini Calmella cavolini (Verany, 1846) (préféré par NCBI)[2]
- Jojenia rubrobranchiata Aradas, 1847[1]

Calmella cavolini est une espèce de mollusques gastéropodes marins de la famille des Flabellinidés.